# Вортингтон Спрингс (Флорида)
Вортингтон Спрингс (енгл. Worthington Springs) град је у америчкој савезној држави Флорида. По попису становништва из 2010. у њему је живело 181 становника.

## Демографија
Према попису становништва из 2010. у граду је живело 181 становника, што је 12 (6,2%) становника мање него 2000. године.
| Група             | 2000.       | 2010.       |
| Белци             | 173 (89,6%) | 153 (84,5%) |
| Афроамериканци    | 10 (5,2%)   | 7 (3,9%)    |
| Азијати           | 0 (0,0%)    | 0 (0,0%)    |
| Хиспаноамериканци | 4 (2,1%)    | 13 (7,2%)   |
| Укупно            | 193         | 181         |